# Cyllene (måne)
Cyllene er en af planeten Jupiters måner: Den blev opdaget 8. februar 2003 af et hold astronomer fra Hawaiis Universitet under ledelse af Scott S. Sheppard, og den kendes også under betegnelsen Jupiter XLVIII. Lige efter opdagelsen fik den den midlertidige betegnelse S/2003 J 13, men siden da har den Internationale Astronomiske Union vedtaget at opkalde den efter Cyllene fra den græske mytologi.
Cyllene tilhører den såkaldte Pasiphae-gruppe, som omfatter de 13 yderste Jupiter-måner. Gruppen er opkaldt efter månen Pasiphae.

Oprindelse:
Cyllene menes at være en del af Pasiphae gruppen, det er måner der alle stammer fra den samme asteroide der blev slået i flere stykker af Jupiters tyngdekraft.